# Kerameikos
Kerameikos (řecky: Κεραμεικός) je lokalita v řeckém hlavním městě Athénách. Leží severozápadně od Akropole a patří ke třetímu městskému obvodu. Hlavní dopravní tepnou čtvrti je ulice Odos Peiraios.
Původní osada vznikla v době bronzové na břehu potoka Eridanos. Díky kvalitní hlíně se zde usadili hrnčíři, řecky Kerameis (Κεραμεῖς), což dalo čtvrti název. Patronem zdejšího dému byl héros eponymos Keramos, syn Dionýsa. Hradby vybudované za Themistokla rozdělily předměstí na dvě části, které spojovala městská brána Dipylon. Za hradbami pak vzniklo největší athénské pohřebiště, používané až do konce antiky. Přes Kerameikos vedla posvátná cesta do Eleusiny. Další významná cesta spojovala Akademii s Akropolí. Byla zde postavena budova Pompeion, z níž vycházel velký průvod ke svátku Panathénají.
Roku 1870 zde Řecká archeologická společnost zahájila vykopávky, při nichž byly nalezeny četné starověké stély a keramické nádoby. Archeologická lokalita má rozlohu 40 akrů. Roku 1937 bylo ve čtvrti založeno Archeologické muzeum Kerameikos. V roce 2002 zde byla objevena dobře zachovaná socha kúros, jejíž autor je nazýván Mistr od Dipylonu. Vědci studují pozůstatky pohřbených lidí, aby poznali příčinu athénského moru z pátého století před naším letopočtem.
V roce 2007 byla otevřena stanice Kerameikos na třetí lince athénského metra. Na okraji Kerameiku se nachází bývalá plynárna, přeměněná na muzeum a kulturní centrum Technopolis. Lokalita je také známa díky výskytu želvy žlutohnědé.